# Eleccions al Consell Insular de Formentera de 2015
Les eleccions al Consell Insular de Formentera de 2015 se varen celebrar el 24 de maig de 2015. Tenien dret de vot tots els ciutadans majors de 18 anys empadronats a Formentera. Dins el marc de les eleccions al Parlament de les Illes Balears.

## Candidatures

### Candidatures presents al Consell Insular de Formentera
| Partit                                       | Candidat                      |
| -------------------------------------------- | ----------------------------- |
| Gent per Formentera (GxF)                    | Jaume Ferrer Ribas            |
| Partit Socialista Obrer Espanyol (PSIB-PSOE) | Margalida Font Aguiló         |
| Partit Popular (PP)                          | José Manuel Alcaraz Escandell |

### Candidatures sense presència al Consell de Formentera
| Partit                   | Candidat               |
| ------------------------ | ---------------------- |
| Compromís amb Formentera | Mª Cristina Costa Juan |

## Llistes electorals
Candidatura Núm.: 1. Gent Per Formentera (GxF)
```
1. Jaume Ferrer Ribas
2. Susana Labrador Manchado
3. Alejandra Ferrer Kirschbaum
4. Bartomeu Escandell Tur
5. Rafael Gonzalez Ribas
6. Vanessa Parellada Torres
7. Daisee Aguilera Fletcher
8. Jorge Vidal Mari
9. Sonia Cardona Ferrer
10. Josep Mayans Costa
11. Silvia Margarita Tur Ribas
12. Enric Riera Tur
13. Cristina Mayans Arcos
14. Markus Werner Löffelsend
15. Matilde Carolina Cabrera Arocas
16. Valentina Westcott
17. Carlos Abril Rodriguez
```

Suplents
```
1. Raquel Gonzalez Cardona
2. Miquel Juan Ferrer
3. Savina Majoral Ballester
4. Josep Lluis Ribas Castello
5. Maria Del Pilar Serra Escandell
6. Francesc Mayans Castello
7. Angels Ferrer Torres
8. Lluis Enric Mayans Mayans
9. Kathrine Susan Wenham Cocks
10. Manuel Mayans Colomar
```

Candidatura Núm.: 2. Compromís Amb Formentera (CompromísFormentera)
```
1. Maria Cristina Costa Juan
2. Omar Juan Moreno
3. Veronica Castello Perez
4. Javier Serra Torres
5. Giuseppe Vulpis
6. Veronica Campos Lopez
7. Gianbartolo Virgona Chirico
8. Maria Monserrat Tur Gomez
9. Lorenzo Remigia Duato
10. Esteban Mari Costa
11. Rocio Fernandez Olivares
12. Maria Del Pilar Navarro Lopez
13. Guillem Miralles Garcia
14. Jose Juan Costa Ferrer
15. Antonio Campillo Mari
16. Antonia Costa Ferrer
17. Vicente Costa Escanellas
```

Suplents
```
1. Irene Torres Ribas
2. Pilar Juan Verdera
3. Jose Ferrer Cerda
```

Candidatura Núm.: 3. Partido Socialista Obrero Español (P.S.O.E.)
```
1. Margarita Font Aguilo
2. Rafael Ramirez Gutierrez
3. Ana Juan Torres
4. Santiago Juan Juan
5. Joana Escandell Guasch
6. Daniel Lopez Palacios
7. Susana Beatriz Braggio Costa
8. Josep Antoni Mayans Mesquida
9. Maria Dolores Fernandez Tamargo
10. Jose Francisco Atienza Contreras
11. Eva Maria Ruiz Cid
12. Custodio Cuenca Sanchez
13. Encarnacion Magaña Alapont
14. Alfonso Visiedo Mazon
15. Maria Del Carmen Tur Ferrer
16. Jose Manuel Alcaraz Nuñez
17. Esperanza Serra Mayans
```

Suplents
```
1. Miquel Tur Tur
2. Ana Luisa Diaz Algar
```

	 3. 	 Pedro Serra Ferrer
```
Candidatura Núm.: 4. Partido Popular (P.P.)
1. Jose Manuel Alcaraz Escandell
2. Gabriela Mayans Vennemann
3. Ana Negre Casals (Independent)
4. Juan Manuel Costa Escanellas
5. Rafael Jose Sereno Torres (Independent)
6. Enrique Llorens Folgado (Independent)
7. Lesley Kay Hulme
8. Francisco Ferrer Tur
9. Carolina Sanchez Vaccari
10. Juan Yern Verdera
11. Joaquin Dominguez Guillen
12. Paola Cannavale (Independent)
13. Belen Palerm Rodriguez (Independent)
14. Antonio Canals Salva (Independent)
15. Pedro Orellana Cruz
16. Maribel Castello Yern
17. Juan Antonio Mayans Ribas
```

Suplents
```
1. Alvaro Rosello Wilches (Independent)
```

## Resultats
Les eleccions al Consell celebrades el 24 de maig de 2015 es presentaren amb una sèrie de novetats respecte a les eleccions anteriors del 2011. En primer lloc, a rels de l'augment poblacional de l'illa el Consell-Ajuntament de Formentera, al passar a ser un municipi de més de 10.000 habitants, es decretà que havia de tenir 17 regidors que, en aquest cas, figuren com a consellers. D'aquesta manera la majoria absoluta passà de ser formada a partir dels 7 regidors a ser-ho a partir dels 9. L'altra novetat va ser que el Grup d'Independents de Formentera (GUIF) va dissoldre's com a formació i alguns antics membres del grup Independent decidiren crear la formació política Compromís amb Formentera.
Pel que fa als resultats electorals, GxF va sortir reforçat dels comicis amb la tercera majoria absoluta que hi ha hagut mai en democràcia a Formentera. El grup progressista va aconseguir 1817 vots que suposaren el 49,75% dels vots. La segona força va ser la del Partit Popular de Formentera que, amb el 21,03% dels vots aconseguí 768 vots i 4 consellers. El PSOE va aconseguir 2 consellers amb el 14,81% dels vots i, la nova candidatura local Compromís amb Formentera aconseguí entrar a l'hemicicle formenterer amb 2 consellers i el 12,6% de l'electorat.
Aquests resultats varen començar a observar-se durant l'escrutini als tancaments de les meses electorals de districtes com El Pilar de la Mola o es Pujols tal com pot observar-se a les taules que es publicaren al dia de les eleccions:
| Lloc                | Districte | Secció | Mesa | Cens | Votants | Nuls | Blancs | GxF | PP  | PSOE | Compromís |
| ------------------- | --------- | ------ | ---- | ---- | ------- | ---- | ------ | --- | --- | ---- | --------- |
| Mestre Lluís Andreu | 1         | 001    | A    | 861  | 455     | 15   | 9      | 211 | 85  | 66   | 69        |
| Mestre Lluís Andreu | 1         | 001    | B    | 914  | 425     | 13   | 10     | 189 | 86  | 70   | 57        |
| Mestre Lluís Andreu | 1         | 002    | U    | 1069 | 604     | 16   | 6      | 293 | 116 | 100  | 73        |
| Mestre Lluís Andreu | 1         | 003    | A    | 605  | 334     | 9    | 3      | 170 | 55  | 43   | 54        |
| Mestre Lluís Andreu | 1         | 003    | B    | 708  | 409     | 14   | 11     | 196 | 86  | 62   | 40        |
| CP Sant Ferran      | 2         | 001    | A    | 633  | 346     | 9    | 6      | 181 | 65  | 37   | 48        |
| CP Sant Ferran      | 2         | 001    | B    | 681  | 304     | 3    | 6      | 167 | 69  | 32   | 27        |
| CP Sant Ferran      | 2         | 002    | U    | 806  | 386     | 13   | 9      | 176 | 84  | 52   | 50        |
| La Mola             | 3         | 001    | U    | 1015 | 494     | 13   | 6      | 234 | 154 | 45   | 42        |